# 대열차강도 (1963년)

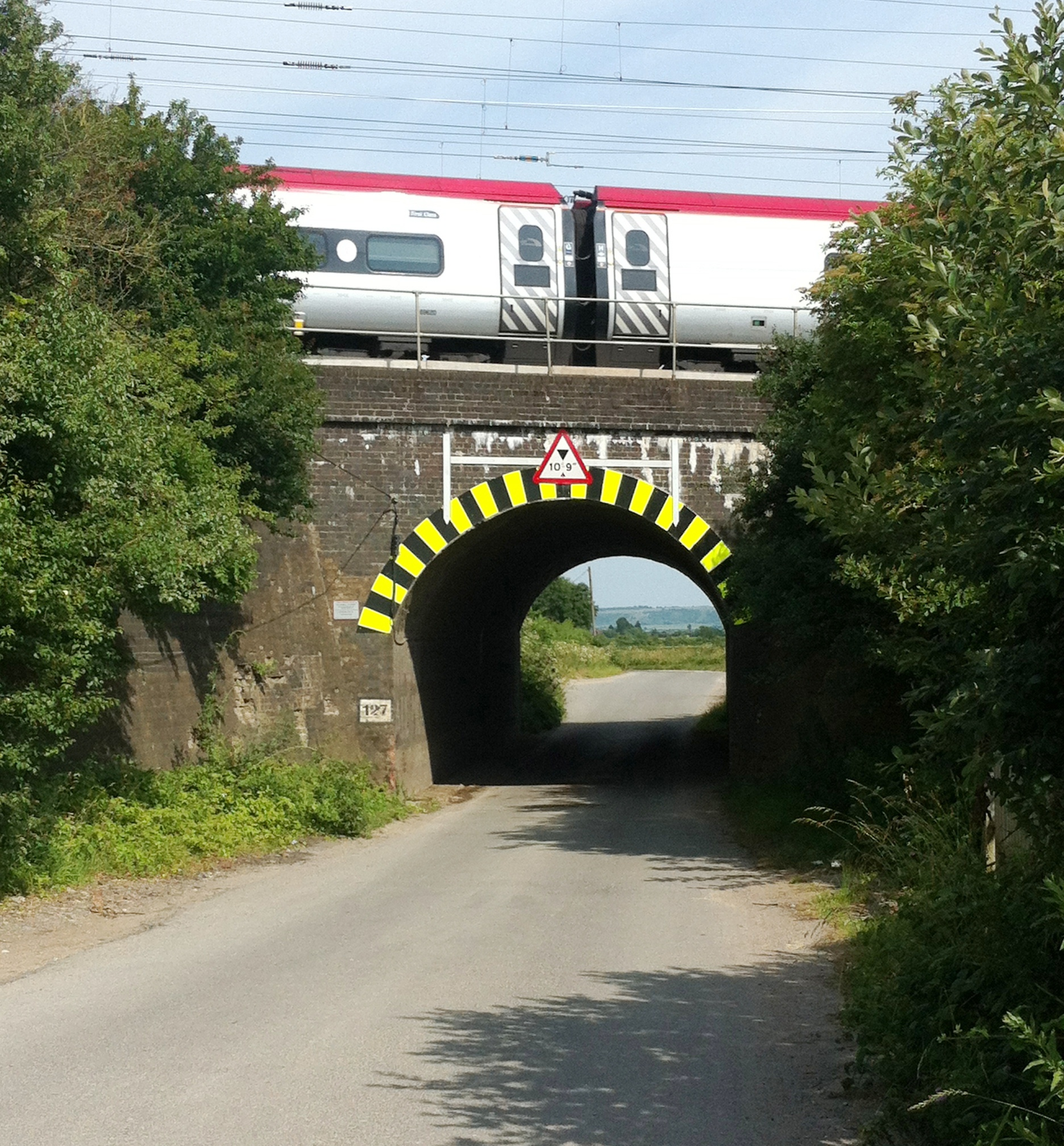

대열차 강도 사건(Great Train Robbery)은 1963년 스코틀랜드에서 런던으로 향하던 우편 열차가 습격당해 지폐 260만 파운드를 도난당한 사건이다.